# Dino Philipson
Dino Philipson (Firenze, 26 settembre 1889 – Pistoia, 16 ottobre 1972) è stato un avvocato, imprenditore e politico italiano. Dal 1919 al 1924 fu deputato del Regno d'Italia, per due Legislature. Dopo la caduta del fascismo, nel febbraio 1944 divenne Sottosegretario di Stato alla Presidenza del Consiglio del Governo Badoglio I. Dopo la seconda guerra mondiale fu deputato alla Consulta Nazionale.

## Biografia

### Le origini
Dino Philipson nasce in una influente famiglia di origine ebraica: il padre è il commendator Edoardo, ingegnere ferroviario, pupillo del Ministro Ubaldino Peruzzi e amico dell'economista italo-francese Vilfredo Pareto. La madre invece proviene da una famiglia di origine portoghese sefardita, si chiama Jeanne Sophie Rodrigues Pereire ed è figlia del banchiere francese Isaac, uno dei Fratelli Pereire, tra i più importanti banchieri transalpini del XIX secolo.
Prima della guerra ottiene due lauree, una in giurisprudenza e una in scienze sociali e in seguito esercita la professione di avvocato. Partecipa anche alla prima guerra mondiale col grado di Tenente (o di Capitano di fanteria), rimanendo sul Piave per "un anno di seguito". Questo gli varrà la Croce al merito di guerra ed altre importanti onorificenze. Come il padre Edoardo, anch'egli è affiliato alla massoneria fiorentina e, come lui, è dignitario massone.
Poco dopo la fine della guerra, accompagna il deputato repubblicano Eugenio Chiesa in un viaggio a Parigi in qualità di suo segretario.
Come Eugenio Chiesa fece parte della Massoneria, fu iniziato il 31.1.1923 nella loggia di Roma del Grande Oriente d'Italia "Propaganda Massonica" .

### L'elezione a deputato
Nel 1919 viene eletto presidente onorario della sezione pistoiese della Associazione nazionale combattenti.
Nel novembre dello stesso anno compare come candidato alle elezioni politiche in una lista chiamata Concentrazione Liberale, nota anche come Fascio Patriottico Nazionale. Lo schieramento viene sostenuto da un periodico, il Corriere di Pistoia, fondato dallo stesso Philipson, il quale cesserà le pubblicazioni alla fine delle elezioni. Dino si presenta nel collegio di Pistoia-Firenze, e viene eletto deputato.
Oltre a essere un politico, il Philipson è anche un ricco proprietario terriero: tra il 1919 e il 1922, dopo essere stato eletto, dirige una azienda agricola insieme alla famiglia. Nel 1920 diventa una figura-chiave del primo fascismo pistoiese, quello "squadrista, rurale e agrario". Oltre a svolgere operazioni squadristiche, svolge anche l'attività di dirigente, tra Pistoia e Firenze, fornendo anche "assistenza morale e materiale" (e finanziaria) ai fascisti della sua città.

### L'avvicinamento al fascismo
L'intenzione di Philipson è quella di utilizzare le squadre fasciste in funzione anti-socialista e anti-popolare, per sedare le varie rivolte operaie e contadine che hanno luogo in quel particolare momento storico, oggi conosciuto come biennio rosso. Nel maggio 1921 si candida nuovamente alle elezioni politiche: dopo avere ingaggiato come guardia del corpo personale lo squadrista Bruno Frullini, membro del Fascio Fiorentino di Combattimento, riesce a farsi eleggere nuovamente, questa volta con i Blocchi Nazionali, che includeva nazionalisti, fascisti e liberali conservatori.
Nel marzo-aprile 1922 partecipa alla fondazione dell'Unione Democratica Pistoiese, un partito filonazionalista e anti-socialista guidato da notabili e agrari - di cui diventerà anche presidente - con cui cerca di "sottrarre i ceti benestanti al fascismo ortodosso" per riportarli al liberalismo. Sebbene abbia comunicato di volersi riavvicinare ufficialmente ai liberali, continua tuttavia a rimanere in contatto con Mussolini.
Nel settembre 1922, poco prima della Marcia su Roma (28-30 ottobre), il periodico pistoiese L'Azione Fascista polemizza apertamente con i liberali locali, prendendo le distanze dagli stessi, quindi anche da Philipson. Nonostante ciò, nei giorni della Marcia, Dino parteciperà personalmente a una serie di delicate trattative politiche intavolate al fine di portare Mussolini ad assumere la carica di Presidente del Consiglio. Dopodiché, però, inizierà a staccarsi progressivamente dal fascismo.
I rapporti tra Philipson e il Partito Nazionale Fascista iniziano a farsi sempre più tesi. Egli ha ufficialmente la tessera, ma la sua fedeltà all'ideologia liberale confligge evidentemente con quella dei fascisti più ortodossi. Il distacco definitivo dal partito avviene nel 1923, quando Philipson viene espulso dal partito.

### Il Philipson antifascista
Nel momento del delitto Matteotti, che sfiorerà il suo conterraneo e amico Tullio Benedetti Dino non è già più deputato, dal momento che la XXVI Legislatura si è conclusa nel gennaio 1924.
Il suo distacco definitivo dalla vita politica del paese avverrà proprio in seguito all'omicidio del deputato socialista. Ad aggravare ancora di più la sua posizione nei confronti del fascismo contribuirà anche il suo coinvolgimento nell'attentato a Mussolini, organizzato dal deputato social-unitario Tito Zaniboni e dal generale Luigi Capello nel novembre 1925. L'avvenimento in questione farà crescere ulteriormente la sua fama di anti-fascista.
Nel 1926 frequenterà a lungo Parigi. Non lo farà però da fuoriuscito: lo farà probabilmente per cercare di rimanere in contatto diretto con i vari esponenti anti-fascisti fuggiti dopo l'istituzione della dittatura, sfruttando forse anche il fatto di essere il nipote di Isaac Rodrigues Pereire, che era stato uno dei banchieri più potenti della storia di Francia. Proprio nel periodo parigino, dopo un diverbio con un uomo di Regime, tal Varvaro, Dino viene sfidato in un duello alla sciabola. Duello da cui uscirà sconfitto il fascista.

### Il confino
Philipson trascorre gli anni '30 confermando, ed anzi accentuando le sue intenzioni anti-fasciste, anche talvolta con atteggiamenti plateali, che lo portano persino a prendersi beffa delle alte cariche dello stato fascista, addirittura anche di Mussolini. Per questo motivo viene costantemente vigilato. Alla fine del 1938, poco dopo la promulgazione delle leggi razziali fasciste, dopo ripetute segnalazioni da parte della Prefettura di Firenze per l'attività svolta contro il Regime, viene mandato al confino per cinque anni alle isole Tremiti.
La condanna viene erogata dalla Commissione provinciale per l'ammonizione e il confino di Firenze, presieduta paradossalmente da quel Giuseppe Salvatore De Santis che Dino ritroverà qualche anno dopo accanto a lui - anche se per pochi giorni - come sottosegretario nel primo governo Badoglio. Uno dei motivi che convincono la commissione a mandarlo al confino è la sua costante polemica contro le leggi razziali e contro gli accordi di Monaco tra Italia e Germania, da lui attuata sovente anche in pubblico.
L'arresto avviene il 14 ottobre 1938. La permanenza forzata alle Tremiti gli causerà non pochi problemi, sia fisici, sia mentali. Essi vengono accentuati dal fatto che egli respinge la vicinanza degli altri detenuti, per la maggior parte legati all'anti-fascismo di stampo socialista e comunista. Questo perché Philipson, benché legato ancora agli ideali liberali, ha pur sempre un passato da squadrista. Solo al terzo anno di confino, nel settembre 1941, gli verrà concesso il trasferimento a Sala Consilina.
Poco dopo però viene trasferito di nuovo, questa volta nel campo di concentramento di Istonio, la attuale Vasto. Nel marzo 1942 si trova invece a Pescopagano e, in seguito, viene trasferito a Eboli. Quello di Eboli però sarà una specie di confino dorato, visto che avrà la possibilità di stabilirsi in una delle più belle case del paese salernitano e potrà godere persino dell'assistenza di una domestica del posto. Nel giugno 1943 sarà trasferito infine a Lanciano.

### Sottosegretario nel governo Badoglio
Alla caduta del fascismo si trasferisce a Brindisi, dove nel febbraio 1944 assume l'incarico di sottosegretario alla Presidenza del Consiglio dei ministri nel primo governo Badoglio. Tuttavia, nel momento della sua nomina a sottosegretario, come era accaduto del resto anche ad altri suoi colleghi con un passato nel fascismo, Philipson viene indagato dagli anglo-americani, i quali probabilmente non lo ritengono adatto per un ruolo così importante. Gli viene contestato soprattutto il fatto di essere stato tra i fascisti della prima ora.
Per cercare di rimettere le cose a posto dovrà intervenire una sua congiunta, Violet Hoffnung, 1ª Baronessa de Goldsmid e da Palmeira, la quale il 24 febbraio 1944, sfruttando il fatto di essere figlia del Baronetto Sir Julian Goldsmid, che dal 1866 al 1896 era stato membro della Camera dei comuni, invierà un lungo messaggio informale al Segretario di Stato per gli Affari Esteri inglese, Anthony Eden, per garantire sull'affidabilità del nipote. Il quale, infatti, dopo di ciò, potrà continuare ad esercitare le funzioni di sottosegretario.

### Dopoguerra
Alla fine della seconda guerra mondiale, dall'ottobre 1945 al giugno 1946 Philipson sarà nominato deputato alla Consulta Nazionale e, grazie ad un Decreto legislativo presidenziale, avrà diritto anche alla medaglia commemorativa della Consulta.
Muore il 16 ottobre 1972 a Pistoia, all'età di 83 anni.